# Ranunculus alismellus
Ranunculus alismellus là một loài thực vật có hoa trong họ Mao lương. Loài này được (A. Gray) Greene miêu tả khoa học đầu tiên năm 1892.